# Alrumbo Festival
AlRumbo Festival fue un festival de música español que se celebraba en la costa gaditana desde el año 2010, atrayendo a numerosos jóvenes de toda la península ibérica. El festival fue celebrándose en diferentes localidades: Chiclana de la Frontera, Rota, Chipiona y, en la última edición organizada, preveía celebrarse nuevamente Chiclana de la Frontera. AlRumbo Festival se caracterizaba por ofrecer en sus carteles a artistas de géneros musicales muy variados, como el reggae, el flamenco pop, el drum and bass, el hip hop o el rock. Algunas bandas han utilizado este festival como plataforma para dar a conocer su música.

## Historia
El festival AlRumbo comenzó a celebrarse en el mes de julio del año 2010 en el recinto ferial de Chiclana de la Frontera. La primera edición fue gratuita y se desarrolló únicamente durante una sola jornada. En 2011, el festival se celebró en la Playa de la Barrosa, y en 2012 se trasladó a la localidad de Rota, ubicación que se mantuvo en las ediciones de 2013 y 2014. 
Más tarde, en 2015 el festival pasó a celebrarse en la urbanización Costa Ballena, en el municipio de Chipiona, donde se desarrolló también la edición de 2016. La edición del 2017 fue organizada para desarrollarse del 10 al 15 de julio nuevamente en Chiclana de la Frontera, en el llamado "recinto V!VES".
Finalmente, la organización emitió un comunicado oficial el día 8 de julio a través de sus medios para anunciar la cancelación de la edición de 2017.

## Ediciones
Bandas confirmadas en las diferentes ediciones del festival:

### 2010
- Eskorzo
- La Phaze
- La Trueke Band
- Deep End
- Fugu
- Echovolt
- Cambai Selecta
- DJ Benas
- República Mambo
- Sonido Vegetal

### 2011
Fechas: 22 y 23 de julio
- SFDK
- Los Delinqüentes
- Narco
- Trashtucada
- La Kinky Beat
- Albertucho
- Fuel Fandango
- Niños Velcro
- Alamedadosoulna
- Ion Din Anina
- DJ Dagger
- Soste
- Carlinga y la Microband
- Durban Poison
- Cambaia Selecta

### 2012
Fechas: 13 y 14 de julio
- Morodo
- Ojos de Brujo
- Def Con Dos
- Tote King
- O'funk'illo
- Rapsusklei
- El Canijo de Jerez
- Tomasito
- Hora Zulú
- La Pulquería
- Canteca de Macao
- Trashtucada
- Deep End
- Juanito Makandé
- Sonido Vegetal
- Ion Din Anina
- Dub Explosion
- Pinsho

### 2013
Fechas: 19 y 20 de julio
- Macaco
- Gentleman
- Asian Dub Foundation
- Mala Juntera
- Fuel Fandango
- The Zombie Kids
- Fyahbwoy
- Narco
- Eskorzo
- Puto Largo
- Legendario
- Trashtucada
- Les Castizos
- La Selva Sur
- Rockers Roots

### 2014
Fechas: 17, 18 y 19 de julio
- Manu Chao
- La Ventura
- Calle 13
- Kase-O Jazz Magnetism
- Ky-Mani Marley
- Mala Rodríguez
- Soziedad Alkoholika
- The Skatalites
- The Zombie Kids
- Muchachito y sus Compadres
- Pendulum
- O'funk'illo
- La Excepción
- Albertucho
- N.O.H.A.
- La Pegatina
- Shotta
- Los Aslándticos
- Trashtucada
- Gérmenes
- Dub Elements
- Alamedadosoulna
- Juanito Makandé
- La Trueke
- G.A.S. Drummers

### 2015
Fechas: 16, 17 y 18 de julio
- Lauryn Hill
- Cypress Hill
- Calle 13
- Steve Aoki
- Chambao
- Gentleman
- Asian Dub Foundation
- Fyahbwoy
- Caravan Palace
- Nach
- Dub Inc
- Mártires del Compás
- Buraka Som Sistema
- SFDK
- DJ Fresh
- El Puchero del Hortelano
- Dirtyphonics
- Canteca de Macao
- Rayden
- Mediyama
- Mesh
- Narco
- Mojinos Escozíos
- Tokyo Ska Paradise Orchestra
- Kiko Veneno
- Sergent García
- Rapsusklei & the Flow Fanatics
- Foreign Beggars
- Noisia
- Juanito Makandé
- Natos y Waor
- Eskorzo
- Miguel Campello
- Def Con Dos
- Los Chikos del Maíz
- Gomad! & Monster
- El Canijo de Jerez
- Trashtucada
- La M.O.D.A.
- Bongo Botrako
- Tomasito
- Gritando en Silencio
- Amparo Sánchez
- Ras Kuko & One Xe Band
- Berri Txarrak
- Mario Díaz
- La Trueke
- Noumoucounda Cissoko
- Sondenadie
- The Milkyway Express
- Atómica
- Zion Train ft. Dubdadda
- OBF ft. Shanti D
- Roberto Sánchez ft. Pappa Cruz
- Riddim Tuffa ft. El Fata
- Don Fe
- Thunderclap Soundsystem ft. Salsa Dago
- Dubstoned Soundsystem
- South Vibes Soundsystem

### 2016
Fechas: 14, 15 y 16 de julio
- Violadores del Verso
- The Prodigy
- Martin Garrix
- Vetusta Morla
- Gipsy Kings ft. Nicolás Reyes y Tonino Baliardo
- De La Soul
- Alborosie y Shengen Band
- Macaco
- Lori Meyers
- Bomba Estéreo
- Nneka
- Soziedad Alkoholika
- Noisia
- Muchachito
- 091
- Julian Marley ft. The Uprising
- El Langui
- Juanito Makandé
- Borgore
- Mojinos Escozios
- Zomboy
- El Canijo de Jerez
- Bebe
- Modestep
- Estricnina
- N.O.H.A.
- Balkan Beat Box
- Hamlet
- El Chojin
- Stanton Warriors
- Sharif
- Arce
- Dremen
- Ayax y Prok
- Kiril Djaikovski ft. TK Wonder
- Capitán Cobarde
- ZPU
- Poncho K
- Habstrakt
- La Trueke
- Iván Nieto
- La Sra. Tomasa
- Rat-Zinger
- No Me Pises Que Llevo Chanclas
- Gentemayor
- Zuco 103
- Enseco
- Correos
- Spyrow
- Iration Steppas ft. Danman
- Conscious Sound ft. Danny Red
- Ackboo ft. Yeyo Perez
- Chalart58 ft. George Palmer
- Payoh Soulrebel
- Dubstoned Sound System
- Tunelon Iration
- Burian Fyah
- Bangarang Sound
- South Vibes Sound System
- Alameda Sound